# Bahnhof-Hotel Buchen

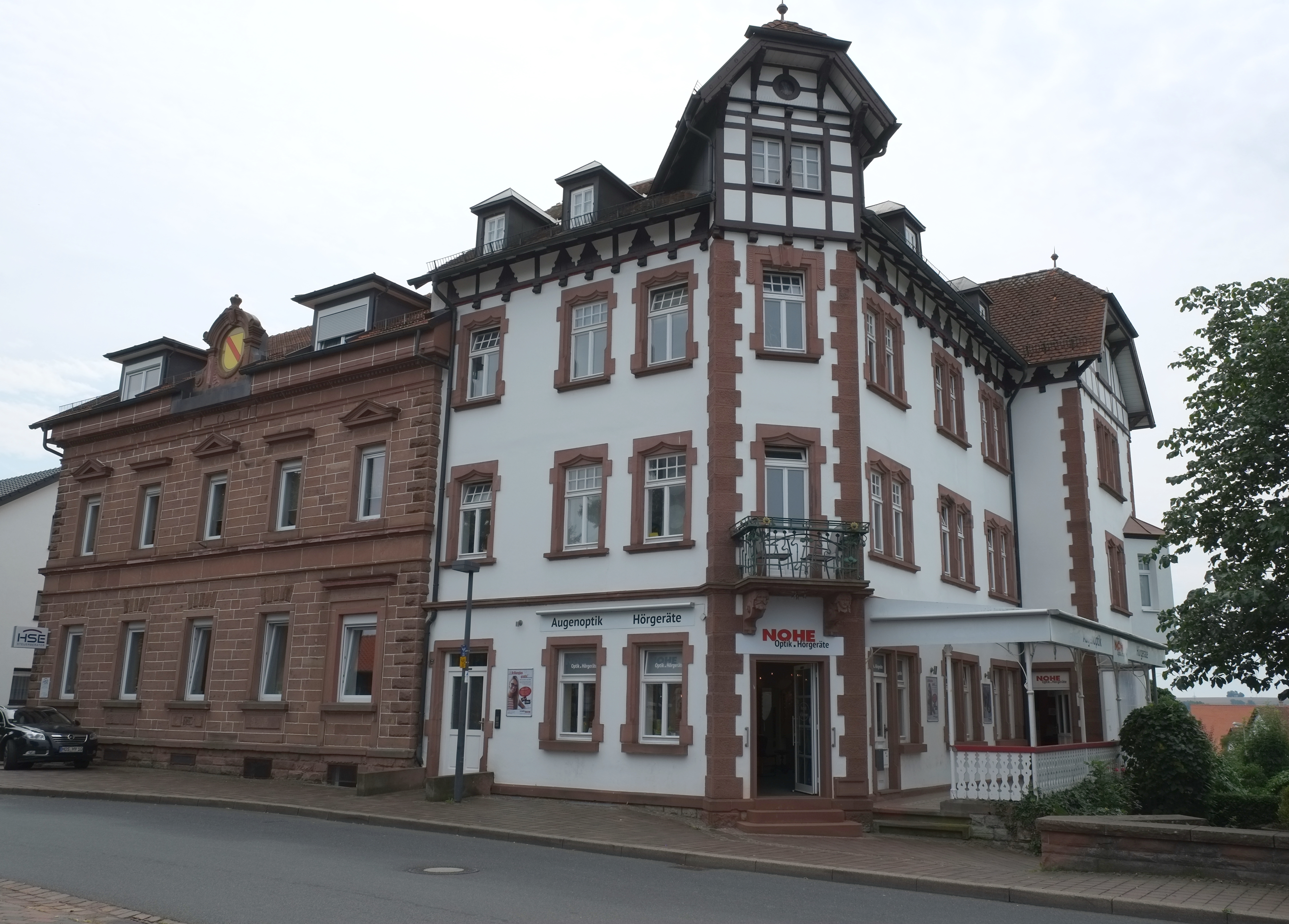
Ehemaliges Bahnhof-Hotel in Buchen

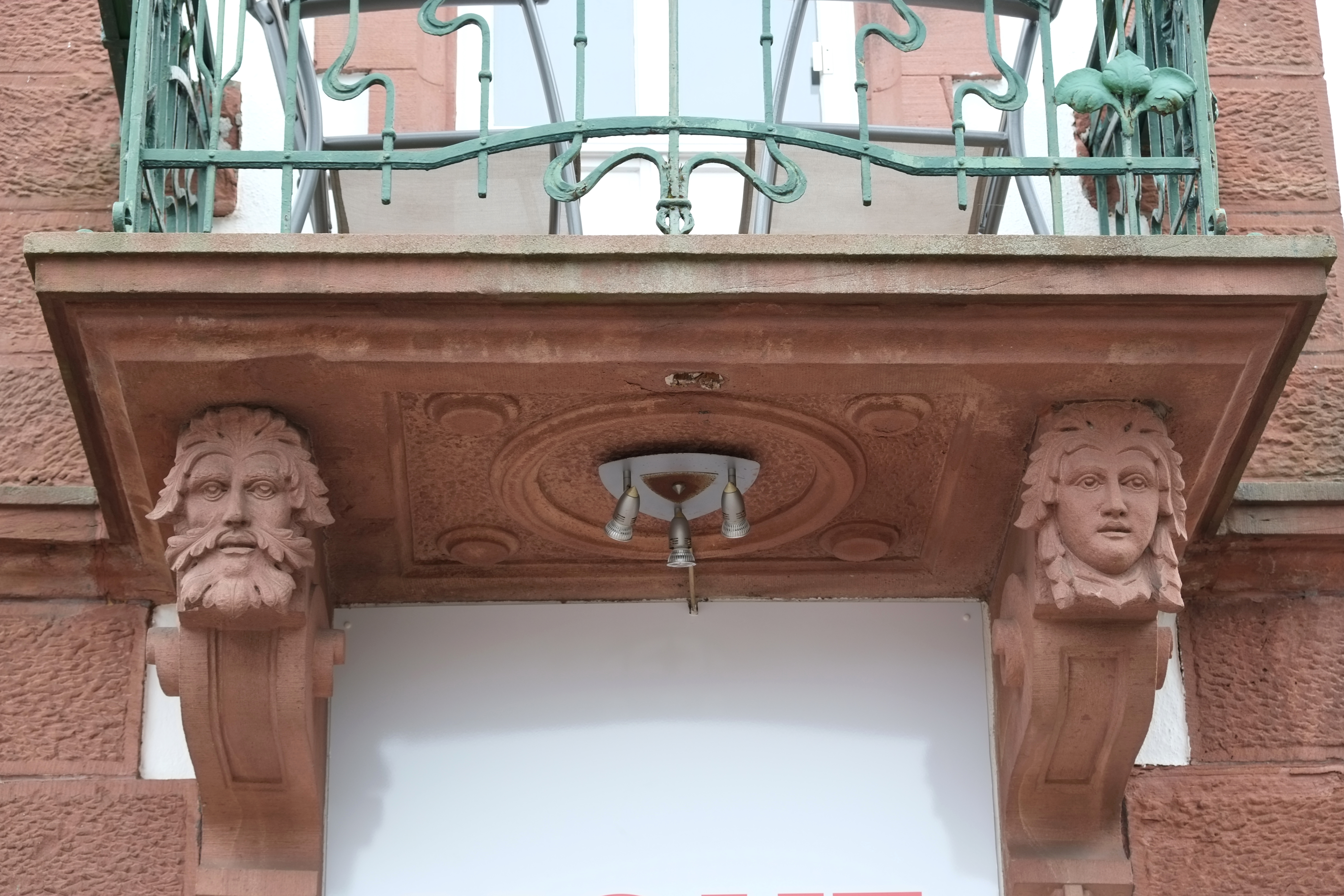
Balkon

Das Bahnhof-Hotel in Buchen (Odenwald), einer Stadt im Neckar-Odenwald-Kreis in Baden-Württemberg, wurde 1905 errichtet. Das ehemalige Hotelgebäude an der Eisenbahnstraße 1 gegenüber dem Bahnhofsgebäude an der heutigen Bahnstrecke Seckach–Miltenberg ist ein geschütztes Kulturdenkmal.

## Geschichte
Erbauer des Hotels war Peter Zimmermann (* 1863; † 21. März 1936), der aus einem Bauernhof in Wagenschwend stammte. In Buchen pachtete Zimmermann das Gasthaus Engel und er konnte durch Pacht und Kauf von Ackerland eine Landwirtschaft entwickeln. Da im Jahr 1887 die Bahnlinie Seckach-Buchen-Walldürn eröffnet wurde, kam Zimmermann auf die Idee, schräg gegenüber dem Bahnhofsgebäude direkt angrenzend an das damalige „Kaiserliche Postamt“ (erbaut 1887/88) ein Hotel zu errichten, um den Bahnreisenden eine attraktive Unterkunftsmöglichkeit zu bieten. Das Hotel wurde von der Familie geführt und nach dem Tod von Peter Zimmermann von seinem Sohn Fritz (1894–1977), der eine Höhere Fachschule für Hotelangestellte in Frankfurt am Main besucht hatte, geleitet. Nach dessen Tod im Jahr 1977 wurde das Hotel endgültig geschlossen. Später wurden Wohnungen und ein Ladengeschäft darin eingerichtet.

## Architektur
Der dreigeschossige Werksteinputzbau im Stil der Neugotik besitzt eine asymmetrische Gliederung mit Fachwerk-Kniestock und Eckerker. Die Balkone besitzen heute noch ihre ursprünglichen Jugendstilgitter. Die Überdachung der Restaurantterrasse ist ebenfalls noch erhalten. 